# Bundeswehrskandal in Afghanistan 2006
Im Oktober 2006 gerieten deutsche Soldaten in Afghanistan in den Mittelpunkt eines internationalen Skandals, nachdem Fotos veröffentlicht wurden, die Bundeswehrangehörige 2003 oder 2004 beim Posieren mit menschlichen Schädeln und anderen Skelettteilen während des Kriegs in Afghanistan zeigen. Die Bilder lösten breite Empörung in Deutschland aus und wurden international verurteilt, zu einem Zeitpunkt, als die Bundesregierung bestrebt war, die Rolle der Bundeswehr bei internationalen Einsätzen auszuweiten.

## Bekanntwerden der Fotos
Der Skandal begann mit der Veröffentlichung mehrerer Aufnahmen in der Tageszeitung Bild. Sie zeigten deutsche Soldaten, die mit einem menschlichen Schädel posierten. Auf einem Bild hielt ein Soldat den Schädel in der Nähe seines entblößten Genitals, auf einem anderen war der Schädel auf einem Militärfahrzeug platziert. Die Fotos wurden vermutlich 2003 in der Nähe von Kabul während einer Routinepatrouille aufgenommen, einige konnten später auf März 2004 datiert werden. Vermutlich handelte es sich um die sterblichen Überreste von sowjetischen Soldaten aus der Zeit des Afghanistan-Krieges, die sich außerhalb eines Friedhofs in einem von der einheimischen Bevölkerung vorwiegend zum Lehmabbau genutzten Gelände befanden.
Weitere Aufnahmen, die vom Fernsehsender RTL veröffentlicht wurden, zeigten gestellte Scheinhinrichtungen und andere makabre Posen mit menschlichen Überresten. Insgesamt umfasste die Berichterstattung Dutzende Fotos.

## Reaktionen und Konsequenzen

### In Deutschland
Die Veröffentlichung der Bilder wurde umgehend von der deutschen Politik und Militärführung verurteilt. Bundeskanzlerin Angela Merkel bezeichnete die Taten als „beschämend und unentschuldbar“. Verteidigungsminister Franz Josef Jung forderte eine umfassende Aufklärung: „Wer sich so verhält, hat in der Bundeswehr nichts zu suchen.“ Der Skandal fiel in eine politisch sensible Phase, da zeitgleich ein Weißbuch der Bundesregierung erschien, das eine aktivere Rolle der Bundeswehr bei Auslandseinsätzen forderte. Deutschland war dabei, seine internationalen Truppeneinsätze auszubauen, unter anderem mit 3000 Soldaten in Afghanistan sowie Einsätzen im Libanon, im Kongo und im Kosovo.
Wolfgang Schneiderhan, Generalinspekteur der Bundeswehr, bestätigte, dass zwei Soldaten zum Zeitpunkt der ersten Berichte unter Untersuchung standen. In den folgenden Monaten wurden rund 5500 Soldaten vom Verteidigungsministerium überprüft. Mindestens sechs Soldaten – zwei aktive und vier ehemalige – wurden konkret im Zusammenhang mit den veröffentlichten Bildern untersucht. Einige gaben zu, menschliche Überreste entweiht zu haben; mindestens zwei wurden 2007 suspendiert.
Später räumte das Verteidigungsministerium ein, dass bereits 2004 einige Offiziere, darunter ein ranghoher Sanitätsoffizier und ein Leutnant, von den Fotos wussten. Zwar hätten sie davor gewarnt, die Bilder weiterzuverbreiten, Disziplinarmaßnahmen wurden damals jedoch nicht ergriffen.
Die Staatsanwaltschaften in München, Kiel und Zweibrücken stellten die Verfahren gegen insgesamt drei Beschuldigte wegen des Verdachts der Störung der Totenruhe 2008 ein.
Mit Blick auf den sogenannten „Totenschädel-Skandal“ betonte das Sozialwissenschaftliche Institut der Bundeswehr in seiner Jahresschrift 2011 jedoch die Bedeutung interkulturell kompetenten Handelns bei Auslandseinsätzen. In Koblenz wurde eine Zentrale Koordinierungsstelle Interkulturelle Kompetenz am Zentrum Innere Führung eingerichtet. Die Zentrale Dienstvorschrift 10/1 Innere Führung wurde 2008 neu gefasst.
Der Deutsche Presserat wies mehrere Beschwerden gegen die öffentliche Berichterstattung als unbegründet zurück. Die BILD-Zeitung habe die Grenzen einer unangemessen sensationellen Berichterstattung nicht überschritten.

### International
Besondere Sorge bereitete die mögliche Wirkung der Fotos auf das Ansehen der Bundeswehr im Ausland, insbesondere in muslimisch geprägten Ländern. Das Auswärtige Amt wies seine Auslandsvertretungen, vor allem in Kabul und im Nahen Osten, an, zusätzliche Sicherheitsmaßnahmen zu ergreifen.
Die afghanische Regierung zeigte sich tief besorgt und forderte eine lückenlose Aufklärung sowie Maßnahmen zur Verhinderung ähnlicher Vorfälle in der Zukunft. Jaap de Hoop Scheffer, Generalsekretär der NATO, verurteilte das Verhalten der Soldaten. Internationale Medien wie BBC, The Guardian, Al Jazeera, Radio Free Europe / Radio Liberty und Le Nouvel Observateur berichteten über den Vorfall.